# Loránd Eötvös
Loránd Eötvös, även känd som Roland (von) Eötvös, född 27 juli 1848 i Budapest, död 8 april 1919 i Budapest, var en ungersk fysiker och baron. Han var son till József Eötvös.
Eötvös blev professor i Budapest 1873 och medlem av ungerska vetenskapsakademin samma år. 1889 blev han vetenskapsakademins president, och var ungersk undervisningsminister 1894–1895. Eötvös tidigare arbeten behandlade huvudsakligen kapillaritet, de senare och viktigaste handlar om magnetism och gravitation. Eötvös konstruerade ett flertal precisionsinstrument, särskilt gravitationskompensatorn, som möjliggjorde ett snabbt och noggrant bestämmande av ändringar i gravitationen. Genom Eötvös precisionsmätningar fastställdes den fullständiga ekvivalensen mellan tung massa och trög massa.

## Eftermäle
Asteroiden 12301 Eötvös är uppkallad efter honom.